# Samara (tỉnh)

Tỉnh Samara (tiếng Nga: Сама́рская о́бласть, Samarskaya oblast) là một chủ thể liên bang của Nga (một tỉnh). Trung tâm hành chính là thành phố Samara.

## Liên kết
Tư liệu liên quan tới Samara Oblast tại Wikimedia Commons
- (tiếng Anh) Official website of Samara Oblast Lưu trữ ngày 10 tháng 2 năm 2008 tại Wayback Machine
- List of the map resources of Samara and Samara Oblast Lưu trữ ngày 9 tháng 12 năm 2007 tại Wayback Machine
- PolitSamara - newspaper